# Сєверне (Сєверний район, Оренбурзька область)
Сє́верне (рос. Северное) — село, адміністративний центр Сєверного району Оренбурзької області, Росія.

## Населення
Населення — 4424 особи (2010; 4721 у 2002).
Національний склад (станом на 2002 рік):
- росіяни — 56 %